# Kim Auclair
Pour les articles homonymes, voir Auclair.
Kim Auclair est une entrepreneuse, blogueuse et conférencière québécoise. Née en 1984, elle est sourde de naissance. Elle est présidente de Niviti, une entreprise de services et conseils entre autres  en création de communautés Web. De plus, Kim a créé en 2005 MacQuébec, une communauté internet d'utilisateurs des produits Apple au Québec,.

## Parcours professionnel
Après des études en graphisme et infographie, elle peine à trouver une orientation professionnelle. Elle fréquente alors une plateforme de mentorat et de jumelage, Academos, ce qui lui donne l'idée de créer sa première entreprise Mikimya, qui développe des sites webs.  
Elle fonde Niviti, une entreprise de diffusion de contenus webs en 2011.